# Secamone minutifolia
Secamone minutifolia är en oleanderväxtart som beskrevs av Choux. Secamone minutifolia ingår i släktet Secamone och familjen oleanderväxter. Inga underarter finns listade i Catalogue of Life.